# Codiocarpus andamanicus
Codiocarpus andamanicus är en järneksväxtart som först beskrevs av Wilhelm Sulpiz Kurz, och fick sitt nu gällande namn av Howard. Codiocarpus andamanicus ingår i släktet Codiocarpus, och familjen Stemonuraceae. Inga underarter finns listade i Catalogue of Life.